# Arcangelo Corelli
Arcangelo Corelli (sinh năm 1653 tại Fusignano, gần Milano – mất năm 1713 tại Roma) là nhà soạn nhạc, nghệ sĩ đàn violin, nhà sư phạm nổi tiếng người Ý. Ông là một trong những nhà soạn nhạc thời Baroque quan trọng nhất.

## Cuộc đời và sự nghiệp
Arcangelo Corelli sinh vào năm 1653 khi âm nhạc Baroque đang trở nên thịnh hành. Ông học nhạc tại Faenza, Lugo và Bologna. Năm 1675, Corelli đến Roma, trở thành một trong những nghệ sĩ đầu tiên của thủ đô Ý. Từ năm 1687 trở đi, ông là nhạc trưởng phụ trách dàn nhạc của Hồng y giáo chủ Pamphili và tử năm 1690 cho đến khi qua đời, ông là nhạc trưởng của dàn nhạc trong nhà nguyện của Hồng y giáo chủ Ottoboni, cư trú ngay trong dinh thự của ông và chết trong cảnh giàu sang.

## Phong cách sáng tác
Corelli có những cống hiến rất lớn về sáng tác với những bản Sonata da camera và những bản Concerto Grossi, các bản sonata độc tấu. Các bản Concerto của Johann Sebastian Bach và George Frideric Handel đều dựa từ đây mà phát triển lên.

## Các tác phẩm
Dưới đây là các tác phẩm của Arcangelo Corelli:
- Opus 1: 12 sonate da chiesa (trio sonatas dành cho 2 Violin và continuo) (Roma 1681)
- Opus 2: 12 sonate da camera (trio sonatas dành cho 2 Violin continuo) (Roma 1685)
- Opus 3: 12 sonate da chiesa (trio sonatas for 2 violins and continuo) (Roma 1689)
- Opus 4: 12 sonate da camera (trio sonatas for 2 violins and continuo) (Roma 1694)
- Opus 5: 12 Suonati a violino e violone o cimbalo (6 sonate da chiesa và 6 sonate da camera dành cho Violin và continuo) (Roma 1700) Bản Sonata cuối cùng là Biến tấu trên La Folia.
- Opus 6: 12 concerti grossi (8 concerti da chiesa and 4 concerti da camera for concertino of 2 violins and cello, string ripieno, và continuo) (Amsterdam 1714)
- op. post.: Sinfonia in D minor, WoO 1
- op. post.: Sonata a Quattro, WoO 2 (Rogers, Amsterdam, 1699)[2]
- op. post.: Sonata a Quattro, WoO 3 (Rogers, Amsterdam, 1699 – incomplete/dubious)
- op. post.: Sonata a Quattro for Trumpet, 2 Violins & B.C, WoO 4
- op. post.: 6 Sonate a tre, WoO 5–10 (Amsterdam 1714)